# Françoise Héritier
Françoise Héritier, nascida em 15 de novembro de 1933 em Veauche, na região do Loire, na França, e falecida dia 15 de novembro de 2017 em Paris, foi uma antropóloga, etnóloga e feminista francesa.
Diretora de estudos na Escola de Estudos Avançados em Ciências Sociais (EHESS), ela também sucedeu a Claude Lévi-Strauss no Collège de France, inaugurando a cadeira de Estudos Comparados de Sociedades Africanas. Lévi-Strauss viu nela sua sucessora.

## Biografia

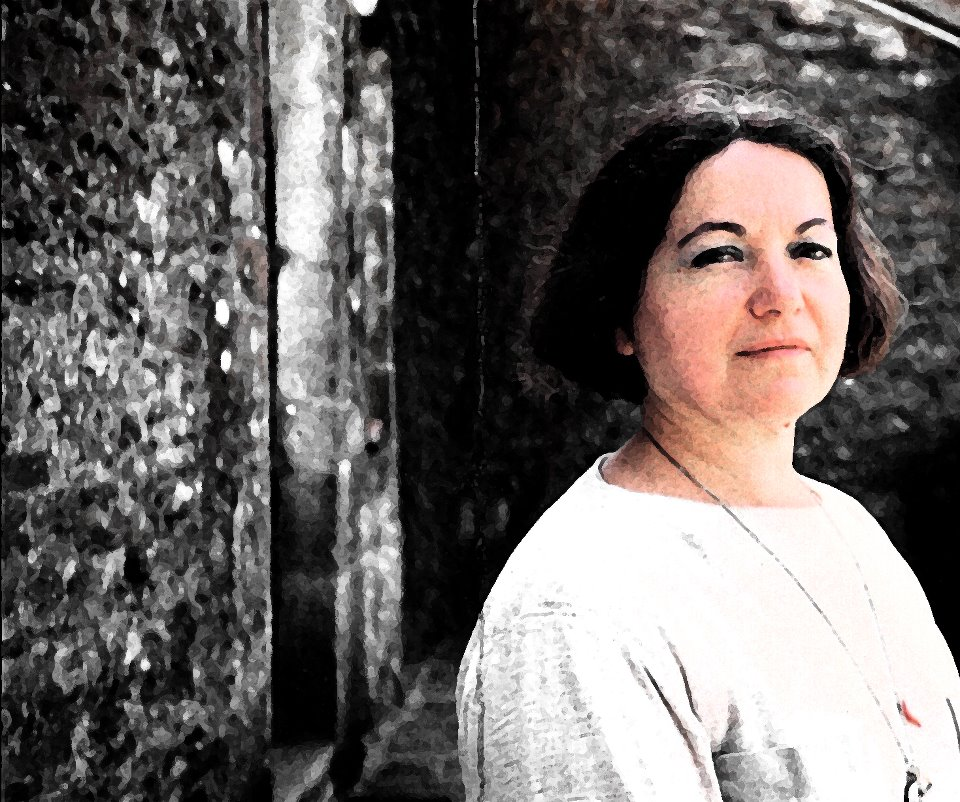
Retrato de Françoise Héritier em 1984 tirado por sua filha Katie Héritier.

Françoise Héritier é proveniente, em suas palavras, de uma "pequena burguesia moderada saída do campesinato" do Loire. Ela estuda em Paris, no Liceu Racine e, depois, literatura em hypokhâgne no Liceu Fénelon. Durante um seminário de Claude Lévi-Strauss na Sorbonne, onde ele evoca o "parentesco por brincadeira em Fiji", ela tem um "insight" e decide estudar etnologia. Em 1957, ela vai em missão ao Alto Volta (atual Burkina Faso) com o antropólogo Michel Izard, com quem se casará. Eles compartilham a mesma consciência com relação à presença do corpo: ele trabalha com as manifestações carnais de poder, como a cerimônia de prostração entre os Mossi; ela situa o corpo no centro de seu método antropológico.
Dando continuidade ao principal teórico do estruturalismo, Françoise Héritier aprofunda as teorias da aliança e da proibição do incesto, comumente estabelecidas considerando a noção de circulação de mulheres. Ela avança o conceito de "idêntico" e de sua "frustração repulsiva", retomando, então, as abordagens de Lévi-Strauss e do britânico Alfred Radcliffe-Brown. Baseia-se sobretudo nas noções de "natureza" e de "ambiente" nas concepções das sociedades estudadas.
Como Claude Lévi-Strauss e seu sucessor Philippe Descola, Françoise Héritier é a princípio diretora de estudos na EHESS, sendo depois eleita no Collège de France para a cátedra de antropologia (sucedendo a Lévi-Strauss).
De 1998 a 2001, ela é membro do Comitê de Ética do Centro Nacional da Pesquisa Científica (CNRS, na sigla em francês).
Tendo sido casada com Michel Izard e depois com Marc Augé, assina algumas de suas obras sob os nomes de Françoise Izard-Héritier e Françoise Héritier-Augé.
Falece em 15 de novembro de 2017, data de seu aniversário de 84 anos, no hospital Pitié-Salpêtrière, em Paris (França).

## As diferenças de gênero

### A valência diferencial dos sexos
De acordo com Françoise Héritier, a distinção entre feminino e masculino é universal e, "em todo lugar e a todo momento, o masculino é considerado superior ao feminino". A isso, ela chama de "valência diferencial dos sexos". Partindo da obra de Claude Lévi-Strauss, ela observa que falta um pressuposto fundamental em sua teoria da aliança: por que os homens se achavam no direito de usar as mulheres como moeda de troca?
Assim ela escreve: "Essa espécie de acordo entre homens, a experiência etnológica nos mostra em funcionamento em qualquer lugar. Em todas as latitudes, nos grupos muito diferentes uns dos outros, vemos os homens que trocam as mulheres, mas não o inverso. Não vemos nunca mulheres que trocam homens, nem grupos mistos de homens e mulheres que trocam entre si homens e mulheres. Não, apenas os homens têm esse direito, e isso é válido em todo lugar. É isso que me faz dizer que a valência diferencial dos sexos já existia desde o paleolítico, desde os princípios da humanidade".
Para Françoise Héritier, a observação do mundo levando em consideração as diferenças anatômicas e fisiológicas leva a uma classificação binária: "a constante mais importante, aquela que percorre todo o mundo animal, do qual o homem faz parte, é a diferença dos sexos. (...) Acredito que o pensamento humano é organizado a partir desta constatação: existe o idêntico e o diferente. A partir daí, todas as coisas vão ser analisadas e classificadas entre essas duas categorias (...). Eis como pensa a humanidade, não se observou nenhuma sociedade que não se subscreva a essa regra. Em todas as línguas existem categorias binárias, que opõem o quente e o frio, o seco e o úmido, o duro e o macio, o alto e o baixo, o ativo e o passivo, o saudável e o insalubre...".
Ela considera que em todas as línguas essas categorias binárias estão associadas ao masculino ou ao feminino. Por exemplo, o quente e o seco estão relacionados ao masculino no pensamento grego, e o frio e o úmido ao feminino. Essas categorias são sempre culturalmente hierárquicas: "a observação etnológica nos mostra que o positivo está sempre do lado masculino e o negativo, do lado feminino. Isso não depende da categoria por si só: as mesmas qualidades não são valorizadas da mesma maneira em todas as latitudes. Não, depende da sua atribuição ao sexo masculino ou ao feminino. (...) Por exemplo, para nós, no Ocidente, "ativo" (...) é valorizado e, assim, associado ao masculino, enquanto que "passivo", menos apreciado, está ligado ao feminino. Na Índia ocorre o oposto: a passividade é sinal de serenidade (...). Aqui, a passividade é masculina e é valorizada, a atividade – vista como sempre um pouco desordenada – é feminina e é desvalorizada.
Essas categorias de valores não têm, portanto, nada de essencialmente negativas ou positivas: elas são construídas e variam de acordo com a época e as regiões. Se um valor é considerado positivo, ele está ligado ao masculino – e esse mesmo valor poderia, em uma latitude diferente ou em outra época, ser considerado negativo e, então, ser associado ao feminino.
Ela mostra que essa "valência diferencial dos sexos", que outros, como Bourdieu, chamam de "dominação masculina", é resultado da vontade dos homens, incapazes de parir, de controlar a reprodução. Para ela, “o privilégio exorbitante de dar à luz” privou as mulheres do controle de seu corpo e de sua sexualidade. O preço desse privilégio foi a alienação de seus corpos pelos homens. O controle da fertilidade permitiu que as mulheres recuperassem seus corpos e constitui uma "revolução essencial".

### Apoio à tese de Priscille Touraille sobre a diferença construída
Em uma entrevista ao jornal Libération, Françoise Héritier defende a tese de sua aluna Priscille Touraille segundo a qual a diferença de tamanho entre homens e mulheres seria "uma diferença construída" particularmente por "uma pressão de seleção" imposta pelo homem. Ela assim declara: "a alimentação das mulheres sempre esteve sujeita às proibições. Especialmente nos períodos nos quais elas necessitariam de um excedente de proteínas, por estarem grávidas ou amamentando – eu penso na Índia, nas sociedades africanas ou ameríndias. Assim, elas extraem enormemente de seu organismo sem que isso seja compensado por uma nutrição adequada; os produtos "bons", a carne, a gordura, etc. ficam reservados aos homens prioritariamente. (...) Essa "pressão de seleção" que vem provavelmente desde a aparição do Neandertal, há 750 mil anos, levou a transformações físicas. Isso resultou no favorecimento de homens grandes e de mulheres pequenas, ocorrendo diferenças de altura e de corpulência entre homens e mulheres".
Essa teoria não seria, entretanto, apoiada por dados paleoantropológicos e evolutivos, que demonstram que o dimorfismo sexual seja, ao contrário, mais suave entre os humanos do que entre os outros grandes símios, o que sugere um processo inverso, e não ligado às problemáticas alimentares. Essa visão é mesmo qualificada como "obscura" por Michel Raymond, diretor de pesquisa no CNRS e chefe da equipe de Biologia Evolutiva Humana no Instituto de Ciências da Evolução da Universidade de Montpellier: "no mundo vivo, e especialmente entre os primatas, as diferenças de porte são bem compreendidas, em particular pela seleção sexual. Por exemplo, quando os machos lutam entre si pelas fêmeas, saem favorecidos os machos de maior tamanho, e isso conduz a machos geralmente maiores do que as fêmeas. Isso pode ser reforçado pela escolha feita pelas fêmeas, que preferem então os machos maiores. Atualmente, os homens são em média maiores do que as mulheres. Esse era também o caso há alguns séculos, alguns milênios, e, até onde os vestígios do passado permitem dizer, foi o caso ao longo de toda a linhagem humana. É mesmo o caso entre as espécies das quais somos primos, como o gorila, e mesmo aquelas das quais somos mais próximos, como o chimpanzé. Os gorilas machos lutam entre si, saindo na vantagem os maiores, o que ajuda a explicar que tenham um tamanho maior do que as fêmeas. Entre o homem, a violência é imemorial, como atesta a arqueologia, e o tamanho não independe da dominância social. Além disso, as mulheres preferem os homens maiores do que elas".

## Posicionamentos políticos e engajamento feminista
A militância feminista de Françoise Héritier vem de sua vida familiar, de quando ela ficava com primos em Auvergne: a esposa e a irmã serviam a refeição, nunca se sentando, e comiam os restos da carcaça do frango.
Françoise Héritier é membro honorário da associação Femmes & Sciences (Mulheres e Ciências, em tradução livre) desde a sua criação em 2000 e membro honorário da associação "Femmes pour le dire, femmes pour agir" ("Mulheres para dizer, mulheres para agir", em tradução livre). Ela é membro do comitê de patrocínio da Coordenação Francesa para o Decênio da cultura da não-violência e da paz. Também apoia o fundo associativo Não-Violência XXI desde a sua criação, em 2001, e é uma das personalidades por trás da criação do canal de televisão Arte. [carece de fontes?]
Em julho de 2011, se junta à equipe de campanha de Martine Aubry para a eleição presidencial francesa de 2012, sendo responsável pela temática "mulheres" ao lado de Caroline De Haas. Em 2012, junto com vários outros intelectuais, escreve um artigo para o Le Monde a favor do candidato presidencial François Hollande intitulado “Por que é preciso votar em François Hollande", no qual desenvolve as "razões imperativas para eleger François Hollande Presidente da República" francesa.
Durante os debates sobre o pacto civil de solidariedade, ela é uma das personalidades de ciências sociais, especialmente ao lado de Irène Théry, a se opor à ideia do casamento entre pessoas do mesmo sexo e à homoparentalidade. 15 anos depois, nos debates sobre a lei de Taubira sobre a abertura do casamento para casais do mesmo sexo, ela defende o texto, lembrando que o casamento não é sagrado e que não existe uma ordem natural. No entanto, ela se opõe à maternidade de substituição (barriga de aluguel), que, em sua opinião, poderia levar a abusos.
Redige o prefácio do livro Women Against Fundamentalism (Mulheres contra o Fundamentalismo, em tradução livre) de Maryam Rajavi, publicado em março de 2013, no qual escreve: "a misoginia e a rejeição da igualdade de gênero em nome do Islã constituem (...) a força motriz do fundamentalismo".

## Premiações
- Medalha de prata do CNRS em 1978 por seus trabalhos sobre o funcionamento dos sistemas semi-complexos de parentesco e aliança.[21]
- Prêmio Irène Joliot-Curie em 2003.[22]
- Grã-Cruz da Ordem do Mérito Nacional, 2011.[23]
- Grande oficial da Legião de Honra, 2014.[24]
- Prêmio especial pelo conjunto da obra quando os vencedores do Prêmio Femina foram anunciados em 2017.[25]

## Homenagens
Um colégio Françoise Héritier é inaugurado em Isle-Jourdain, Gers (França), em setembro de 2018.
A 38ª promoção (2018-2019) do Instituto Regional de administração de Bastia (França) leva seu nome.
A cidade de Paris inaugura em 26 de junho de 2019 o jardim Françoise Heritier, no 14º arrondissement.
O Departamento de Seine-Saint-Denis inaugura em 2 de setembro de 2019 um colégio Françoise Héritier na comuna de Noisy-le-Sec (França).
A cidade de Lyon, na França, inaugura em 1º de outubro de 2019 o grupo escolar Françoise Héritier.

## Obras e artigos
- Françoise Izard-Héritier e Michel Izard, Aspects humains de l'aménagement hydro-agricole de la vallée du Sourou [Aspectos humanos do ordenamento hidroagrícola do vale do Sourou] (em francês), Antony, Les auteurs, 1958.
- Françoise Izard-Héritier e Michel Izard, Bouna, monographie d'un village pana de la vallée du Sourou, Haute-Volta [Bouna, monografia de um povoado pana do vale do Sourou, Alto Volta] (em francês), Antony, Les auteurs, 1958.
- Françoise Izard-Héritier e Michel Izard, Les Mossi du Yatenga. Étude de la vie économique et sociale [Os Mossi do Yatenga. Estudo da vida econômica e social] (em francês), Antony, Les auteurs, 1959.
- Françoise Héritier, L'Exercice de la parenté [O exercício do parentesco] (em francês), Paris, Gallimard, 1981.
- Françoise Héritier-Augé, Leçon inaugurale faite le 25 février 1983 au Collège de France [Aula inaugural realizada em 25 de fevereiro de 1983 no Collège de France] (em francês), Cátedra de Estudos Comparados de Sociedades Africanas, Paris, Collège de France, 1984.
- Françoise Héritier-Augé e Élisabeth Copet-Rougier (edição e apresentação), Les Complexités de l'alliance [As complexidades da aliança], vol. I, Les Systèmes semi-complexes [Os sistemas semi-complexos] (em francês), Montreux, Gordon and Breach Science Publishers; Paris, Éditions des Archives contemporaines, 1990.
- Françoise Héritier-Augé (dir.), Les Musées de l'éducation nationale [Os museus da educação nacional] (em francês), Missão de estudo e de reflexão, relatório para o Ministro de Estado, Ministro da Educação Nacional, redigido por Maurice Godelier, Étienne Guyon, Maurice Mattauer, Philippe Taquet et coll. ; março de 1990, revisado e corrigido em fevereiro de 1991, Paris, La Documentation Française, 1991.
- Françoise Héritier-Augé, "Le corps en morceaux, moitiés d'hommes, pieds déchaussés et sauteurs à cloche-pied" [O corpo em pedaços, metades de homens, pés descalços e puladores de um pé só] (em francês), Terrain, nº 18, março de 1992, p. 5-14.
- Françoise Héritier-Augé e Élisabeth Copet-Rougier (edição e apresentação), Les Complexités de l'alliance [As complexidades da aliança], vol. III, Économie, politique et fondements symboliques [Economia, política e fundamentos simbólicos] (em francês), África, Paris e Bruxelas, Éditions des Archives contemporaines; Yverdon, Gordon and Beach science publications, 1993.
- Françoise Héritier-Augé e Élisabeth Copet-Rougier (edição e apresentação), Les Complexités de l'alliance [As complexidades da aliança], vol. IV, Économie, politique et fondements symboliques [Economia, política e fundamentos simbólicos] (em francês), Paris e Bruxelas, Éditions des Archives contemporaines; Yverdon, Suíça, Gordon and Beach science publications, 1994.
- Françoise Héritier, Boris Cyrulnik e Aldo Naouri com a colaboração de Dominique Vrignaud e Margarita Xanthakou, De l'inceste [Do incesto] (em francês), Paris, Odile Jacob, 1994.
- Françoise Héritier, Les Deux Sœurs et leur Mère: anthropologie de l'inceste [As duas irmãs e sua mãe: antropologia do incesto] (em francês), Paris, Odile Jacob, 1994 ; reed. 1997. ISBN 2-7381-0523-8
- Françoise Héritier, De la violence I [Da Violência I] (em francês), seminário de Françoise Héritier, com a contribuição de Étienne Balibar, Daniel Defert, Baber Johansen, et al., Paris, Odile Jacob, 1996. ISBN 2-7381-0408-8. Exposições apresentadas no contexto do seminário de F. Héritier no Collège de France, janeiro-março de 1995 ; reed. 2005. ISBN 2-7381-1605-1.
- Françoise Héritier, De la violence II [Da violência II] (em francês), seminário de Françoise Héritier, com a contribuição de Jackie Assayag, Henri Atlan, Florence Burgat, et al., Paris, Odile Jacob, 1999. ISBN 2-7381-1625-6. Exposições apresentadas no contexto do seminário de F. Héritier no Collège de France, 1996-1997 ; reed. 2005. ISBN 2-7381-0624-2.
- Étienne-Émile Baulieu, Françoise Héritier, Henri Leridon (dir.), Contraception, contrainte ou liberté? [Contracepção, coerção ou liberdade?] (em francês), Ações do colóquio organizado no Collège de France, 9 e 10 de outubro de 1998, Paris, Odile Jacob, 1999. ISBN 2-7381-0722-2.
- Françoise Héritier, Masculino Feminino. O Pensamento da Diferença, Instituto Piaget, 1998.
- Françoise Héritier, Masculino Feminino II. Dissolver a Hierarquia, Instituto Piaget, 2004. ISBN 978-9727717606.
- Françoise Héritier, Masculin-Féminin [Masculino Feminino], 2 vol. (em francês), Paris, Odile Jacob, 2007. Reedição dos volumes publicados separadamente, compreende: I. La pensée de la différence [O Pensamento da Diferença]; II. Dissoudre la hiérarchie [Dissolver a Hierarquia] (em francês) ISBN 978-2-7381-2040-3 (vol. 1) ; ISBN 978-2-7381-2041-0 (vol. 2).
- Françoise Héritier, L'Identique et le Différent : entretiens avec Caroline Broué [O idêntico e o diferente: entrevistas com Caroline Broué] (em francês), La Tour-d'Aigues, Éditions de l'Aube, 2008. ISBN 978-2-7526-0424-8.
- Françoise Héritier e Margarita Xanthakou (dir.), Corps et affects [Corpo e atribuições] (em francês), Paris, Odile Jacob, 2004. ISBN 2-7381-1522-5.
- Françoise Héritier, Retour aux sources [Retorno às origens] (em francês), Paris, Galilée, 2010. ISBN 978-2-7186-0833-4.
- Françoise Héritier, La Différence des sexes [A diferença dos sexos] (em francês), Paris, Bayard jeunesse, 2010. ISBN 9782227481435.
- Françoise Héritier, Hommes, femmes : la construction de la différence [Homens, mulheres: a construção da diferença] (em francês), Paris, Le Pommier, 2010. ISBN 978-2-7465-0508-7.
- Françoise Héritier, Michelle Perrot, Sylviane Agacinski, Nicole Bacharan (2011). La plus belle histoire des femmes [A mais bela história das mulheres] (em francês). [S.l.]: Seuil. 308 páginas. ISBN 9782020495288. Histoire2011.
- Françoise Héritier, O Sal da Vida, Valentina, 2013. ISBN 978-8565859158.
- Françoise Héritier, Le Goût des mots [O sabor  das palavras] (em francês), Paris, Odile Jacob, 2013. ISBN 978-2738130013.
- Françoise Héritier, Au gré des jours [Ao sabor dos dias] (em francês), Paris, Odile Jacob, 2017. ISBN 978-2738139566. Prêmio especial do júri Femina 2017.

### Livros e revistas
- " Françoise Héritier", in Anne Dhoquois (dir.), Comment je suis devenu ethnologue [Como me tornei etnóloga] (em francês), coletânea de entrevistas, Paris, Le Cavalier Bleu, 2008 ISBN 9782846701945 .
- Caroline Broué, L'Identique et le Différent : entretiens avec Françoise Héritier [O idêntico e o diferente: entrevistas com Françoise Héritier] (em francês), Paris, Éditions de l'Aube / Radio France, 2008, 108 p.
- com Mark Hunyadi, Benoît Heilbrunn e Jean-Claude Ameisen, L'éternel singulier : Questions autour du handicap [O eterno singular : Questões sobre a deficiência] (em francês), 16 de novembro de 2010, Edições Le Bord de l'eau, ISBN 978-2356870865
- Salvatore d'Onofrio e Emmanuel Terray (dir.), Françoise Héritier (em francês), Paris, Cahiers de l'Herne, 2018, 256 p.
- Mestre, Claire; Moro, Marie Rose (2019). L'Autre (revue) [O outro (revista)] (em francês). 20. [S.l.]: La Pensée sauvage,. ISBN 978-2-85919-332-4

### Artigos
- Jean-Yves Nau, "Le sida soulève le problème essentiel des droits de l'homme",  nous déclare Mme Françoise Héritier-Augé, présidente du Conseil national sur la maladie ["A AIDS levanta o problema essencial dos direitos humanos", declara a Sra. Françoise Héritier-Augé, presidente do Conselho Nacional da doença ] (em francês)», Le Monde, 14 de fevereiro de 1989
- Jean Birnbaum, Françoise Héritier, l'anthropologie faite femme [Françoise Héritier, a antropologia feita mulher] (em francês), Le Monde, 5 de outubro de 2000
- Entretien avec Françoise Héritier [Entrevista com Françoise Héritier] (em francês), in Les nouvelles frontières de la vie privée, Ciências Humanas, nº 140, julho de 2003
- Diane Lamoureux, Françoise Héritier, Masculin / Féminin II. Dissoudre la hiérarchie [Françoise Héritier, Masculino / Feminino II. Dissolver a hierarquia] (em francês), Anthropologie et Sociétés, vol. 27, nº 2, 2003, p. 214-215
- Catherine Bédarida, Françoise Héritier (em francês), Le Monde, suplemento especial, 18 de junho de 2006
- "Pourquoi je suis structuraliste [Por que sou estruturalista]" (em francês). Entrevista realizada por Nicolas Journet em Comprendre Claude Lévi-Strauss, Ciências Humanas, Número especial nº8, de novembro- dezembro de 2008
- Martine Delahaye, Françoise Héritier, la pensée de la différence [Françoise Héritier, o pensamento da diferença] (em francês), Le Monde, 11 de janeiro de 2009
- Nicolas Truong, Une anthropologue dans la cité [Uma antropóloga na cidade] (em francês), Le Monde, 14 de abril de 2009
- Porqueres i Gené, Enric (2018). Le structuralisme renouvelé de Françoise Héritier [O estruturalismo renovado de Françoise Héritier] (em francês), L'Homme, vol. 1, nº 225, p. 15-22
- D'Onofrio, Salvatore (2018). Françoise Héritier ou l'éthique par la méthode [Françoise Héritier ou a ética pelo método] (em francês), L'Homme, vol. 1, nº 225, p. 7-15
- Zonabend, Françoise (2018). Françoise Héritier (1933-2017), une "grande femme" de l'anthropologie [Françoise Héritier (1933-2017), uma "grande mulher" da antropologia] (em francês), Ethnologie française, vol. 170, nº 2, p. 197-200 (DOI 10.3917/ethn.182.0197)
- Paquot, Thierry (2012). Françoise Héritier (1933-2017) (em francês), Hermès, vol. 1, nº 80, p. 301-306

### Documentários
- «Françoise Héritier : J'ai suivi les mouvements de mon cœur d'une certaine façon» (audio). France Inter
- «A voix nue - Françoise Héritier (1/5) : Au commencement était la terre» (audio). France Culture | «A voix nue - Françoise Héritier (2/5) : Au cœur de l'Afrique» (audio). France Culture | «A voix nue - Françoise Héritier (3/5) : L'identique et le différent» (audio). France Culture | «A voix nue - Françoise Héritier (4/5) : Masculin / Féminin» (audio). France Culture | «A voix nue - Françoise Héritier (5/5) : L'anthropologue dans la cité» (audio). France Culture

### Filmografia
- 2008 : Françoise Héritier, la pensée de la différence [Françoise Héritier, o pensamento da diferença] (em francês), documentário de Teri Wehn-Damish, France 5/Cinétévé/CNRS Images, 52 min
- 2009 : Françoise Héritier et les lois du genre [Françoise Héritier e as leis de gênero] (em francês), de Anne-France Sion, CNRS Images Média
- 2010 : Ulysse clandestin [Ulisses clandestino] (em francês), por Thomas Lacoste
- 2013 : Notre monde [Nosso Mundo] (em francês), por Thomas Lacoste
- 2016 : Conversations avec Françoise Héritier [Conversas com Françoise Héritier] (em francês), conjunto de 4h30 de entrevistas de Patric Jean